# جیمز کلموندلی
جیمز کلموندلی (انگلیسی: James Cholmondeley؛ ۱۸ آوریل ۱۷۰۸ – ۱۳ اکتبر ۱۷۷۵) فرد نظامی اهل پادشاهی بریتانیای کبیر بود.